# Marcelo Ramírez
Marcelo Antonio Ramírez Gormaz, (Santiago; 29 de mayo de 1965) es un ex-futbolista profesional, entrenador y comentarista deportivo chileno. Actualmente es panelista en TNT Sports (Chile) , tras haber dirigido a Deportes Limache de la Segunda División Profesional de Chile.
Jugaba de arquero y que desarrolló la mayor parte de su carrera en Colo-Colo, club con el cual fue campeón como jugador y como parte del cuerpo técnico del primer equipo. Obtuvo siete campeonatos nacionales, cinco Copa Chile y tres títulos internacionales, incluida la Copa Libertadores de América de 1991. 
Fue portero de la selección chilena adulta entre 1993 y 2001, y jugó como titular las ediciones de Copa América de Uruguay 1995 y Paraguay 1999 (en que Chile salió cuarto). Disputó las eliminatorias para los mundiales de Francia 1998 (al que Chile clasificó y en que Ramírez fue suplente) y Corea-Japón 2002.

## Trayectoria

### Como jugador
Vivió su etapa formativa en la Escuela de Fútbol Barrabases de Quinta Normal de la mano del Director Técnico, Hernán Herrera. Llegó a Colo-Colo a los 10 años. Fue promovido al primer equipo a los 20 años y debutó en el Campeonato de Apertura "Polla  Gol" 1985 con el triunfo colocolino sobre el O’Higgins por cuatro goles a cero En 1990 fue cedido a préstamo al club Naval de Talcahuano, donde fue capitán y titular indiscutido del equipo. Esa fue su única incursión fuera de Colo Colo, donde adquirió la titularidad regular en 1992 -tras lesión del argentino Daniel Morón- y atajó de manera casi ininterrumpida hasta 2001, año de su retiro.
Fue un arquero con muy buenos reflejos pero criticado por su forma acrobática de volar a los balones y por su tendencia a dar rebotes. Desde 1992 adquirió fama de atajador de penales, principalmente por su participación en la definición de la Recopa 1992 contra Cruzeiro, en que ingresó por Daniel Morón solo para la serie de lanzamientos y atajó el tiro de Marco Antonio Boiadeiro, lo que posteriormente dio el triunfo a Colo Colo.
Fue un referente para la hinchada colocolina y uno de los preferidos de la parcialidad alba. Su titularidad solo fue puesta en entredicho en 1995, cuando el DT Gustavo Benítez alternó en un inicio al uruguayo Luis Barbat, y luego por el también uruguayo Claudio Arbiza, que Benítez solía utilizar en los torneos internacionales. Solo salió del pórtico albo a mediados de 2000 por decisión del charrúa Fernando Morena, DT albo ese año, quien se inclinó por Arbiza.
Con Colo Colo jugó las Copas Libertadores 1991, 1992, 1994, 1997 y 1998, las Supercopas entre 1992-97, la Copa Conmebol 1993 y las Copas Mercosur 1998, 1999, 2000 y 2001.

### Como entrenador
Del 2006 al 2008 se desempeñó como preparador de arqueros del club deportivo Colo-Colo, formando parte del cuerpo técnico que encabezó Claudio Borghi.
El 28 de mayo de 2009 se sumó al cuerpo técnico que encabezó Hugo Tocalli, como preparador de arqueros del club deportivo Colo-Colo.
El 28 de marzo de 2011 Jaime Pizarro, el gerente técnico del club deportivo Colo-Colo, lo presentó oficialmente como el nuevo preparador de arqueros del "Cacique", firmando contrato con Blanco y Negro S.A. por separado del cuerpo técnico. De esta manera estuvo en los procesos dirigidos por Américo Gallego, Ivo Basay, Luis Pérez, Omar Labruna, Hugo González, Gustavo Benítez y Héctor Tapia.
En junio de 2015 tras la desvinculación de Héctor Tapia, y con la llegada como DT de José Luis Sierra quien no tenía contemplado a Ramírez en su cuerpo técnico, los dirigentes del club le ofrecieron ser el preparador de arqueros de las Divisiones Inferiores de Colo-Colo, opción que rechaza y decide renunciar a Blanco y Negro S.A.
A fines de mayo de 2016, se incorporó al personal técnico de Deportes Antofagasta en calidad de ayudante técnico de Fernando Vergara, cargo en el cual estuvo durante un año.
En abril de 2022, es anunciado como nuevo director técnico de Deportes Limache de la Segunda División de Chile, reemplazando a Mauricio Riffo.

## Selección nacional
Con la selección adulta disputó los Juegos Panamericanos de Venezuela 1983, las Copas América Ecuador 1993 (suplente de Patricio Toledo), Uruguay 1995 y Paraguay 1999 (en la cual Chile fue cuarto), las Eliminatorias para los Mundiales de 1998 y 2002 y el Mundial de 1998, en el cual fue suplente. 
En 2001, Ramírez fue convocado a una gira por Centroamérica, donde se disputó un partido con la selección de fútbol de Honduras. Durante el juego, el árbitro cobró un tiro libre favorable a Honduras a la entrada del área chilena. Los jugadores hondureños jugaron el balón antes de la orden del juez y anotaron un gol, el que fue erróneamente validado por el árbitro Vivian Rodríguez. Ramírez corrió a recriminarle al réferi su fallo, lo empujó y éste cayó aparatosamente. Ramírez fue expulsado y tras el informe de Rodríguez, la FIFA dictaminó una sanción de seis partidos oficiales por la selección.
Mientras el organismo resolvía el asunto, el arquero chileno optó por retirarse del seleccionado nacional para dedicarse a jugar solamente por Colo Colo, club donde puso fin a su carrera a finales del mismo año.

### Participaciones en Copas del Mundo
| Mundial                        | Sede    | Resultado        |
| ------------------------------ | ------- | ---------------- |
| Copa Mundial de Fútbol de 1998 | Francia | Octavos de final |

### En Copa América
| Torneo            | Sede     | Resultado     |
| ----------------- | -------- | ------------- |
| Copa América 1993 | Ecuador  | Primera ronda |
| Copa América 1995 | Uruguay  | Primera ronda |
| Copa América 1999 | Paraguay | Cuarto lugar  |

### En Clasificatorias a Copas del Mundo
| Eliminatorias                    | País                  | Resultado   | Posición | PJ |
| -------------------------------- | --------------------- | ----------- | -------- | -- |
| Eliminatorias Francia 1998       | Francia               | Clasificado | 4.º      | 2  |
| Eliminatorias Corea y Japón 2002 | Corea del Sur y Japón | Eliminado   | 10.º     | 1  |

## Récord

### Arquero con más títulos
En septiembre de 2015 tras las sorpresivas declaraciones de Johnny Herrera donde aseguraba ser el arquero con más títulos en el fútbol chileno, se dio comienzo a las controversias en las redes sociales, en programas deportivos de televisión y radio, incluso en los diarios, de quién era el arquero con más títulos, y comenzó aparecer el nombre de Marcelo Ramírez. En transcurso de los días, diferentes estadísticos llegaron a la conclusión que el exarquero de Colo-Colo tenía más títulos que Herrera.
Sólo en mayo de 2017 Herrera alcanzó su título 16.

## Clubes

### Como jugador
| Club             | País  | Año       |
| ---------------- | ----- | --------- |
| Colo-Colo        | Chile | 1985-2001 |
| → Naval (cedido) | Chile | 1990      |

### Como preparador de arqueros
| Club                  | País  | Año       |
| --------------------- | ----- | --------- |
| Colo-Colo             | Chile | 2006-2008 |
| Colo-Colo             | Chile | 2009-2010 |
| Colo-Colo             | Chile | 2011-2015 |
| Deportes Antofagasta  | Chile | 2016-2017 |
| Deportes Puerto Montt | Chile | 2018-2019 |

### Como entrenador
- Actualizado al 30 de septiembre de 2022.

| Club             | País  | Año  | PJ | PG | PE | PP | Efectividad |
| ---------------- | ----- | ---- | -- | -- | -- | -- | ----------- |
| Deportes Limache | Chile | 2022 | 21 | 7  | 7  | 7  | 44.44%      |

## Palmarés

### Campeonatos nacionales
| Título           | Club      | País  | Año    |
| ---------------- | --------- | ----- | ------ |
| Copa Chile       | Colo-Colo | Chile | 1985   |
| Primera División | Colo-Colo | Chile | 1986   |
| Copa Chile       | Colo-Colo | Chile | 1988   |
| Copa Chile       | Colo-Colo | Chile | 1989   |
| Primera División | Colo-Colo | Chile | 1989   |
| Primera División | Colo-Colo | Chile | 1991   |
| Primera División | Colo-Colo | Chile | 1993   |
| Copa Chile       | Colo-Colo | Chile | 1994   |
| Primera División | Colo-Colo | Chile | 1996   |
| Copa Chile       | Colo-Colo | Chile | 1996   |
| Primera División | Colo-Colo | Chile | 1997-C |
| Primera División | Colo-Colo | Chile | 1998   |

### Copas internacionales
| Título              | Club      | País  | Año  |
| ------------------- | --------- | ----- | ---- |
| Copa Libertadores   | Colo-Colo | Chile | 1991 |
| Copa Interamericana | Colo-Colo | Chile | 1991 |
| Recopa Sudamericana | Colo-Colo | Chile | 1992 |

### Como preparador de arqueros
| Título           | Club      | País  | Año    |
| ---------------- | --------- | ----- | ------ |
| Primera División | Colo-Colo | Chile | 2006-A |
| Primera División | Colo-Colo | Chile | 2006-C |
| Primera División | Colo-Colo | Chile | 2007-A |
| Primera División | Colo-Colo | Chile | 2007-C |
| Primera División | Colo-Colo | Chile | 2009-C |
| Primera División | Colo-Colo | Chile | 2014-C |

### Capitán de Colo-Colo
| Predecesor: Jaime Pizarro  | Capitán de Colo-Colo 1993 | Sucesor: Patricio Yáñez   |
| Predecesor: Marcelo Espina | Capitán de Colo-Colo 1999 | Sucesor: José Luis Sierra |